# Temnopleurus reevesii
Temnopleurus reevesii is een zee-egel uit de familie Temnopleuridae.
De wetenschappelijke naam van de soort werd in 1855 gepubliceerd door John Edward Gray.